# Polydora tridenticulata
Polydora tridenticulata är en ringmaskart som beskrevs av Woodwick 1964. Polydora tridenticulata ingår i släktet Polydora och familjen Spionidae. Inga underarter finns listade i Catalogue of Life.